# Friederike Grube
Friederike Grube-Heyll (* 23. Dezember 1961 in Kiel) ist eine deutsche Rechtswissenschaftlerin und ehemalige Richterin am Bundesfinanzhof.

## Leben
Nach dem Abitur 1981 in München studierte sie von 1981 bis 1986 Rechtswissenschaften in München und Regensburg mit Studienaufenthalten an der internationalen Fakultät für Rechtsvergleichung in Straßburg (Diplôme de Droit Comparé) und am Internationalen Gerichtshof in Den Haag; 1. Staatsexamen in Regensburg (Wahlfach Europarecht/Völkerrecht). Von 1987 bis 1990 absolvierte sie das Rechtsreferendariat mit Auslandswahlstation in Brüssel; 2. Staatsexamen in München (Wahlfach Europarecht/IPR). Im April 1990 trat sie in die Finanzverwaltung des Landes Baden-Württemberg ein; seit Ende 1991 Sachgebietsleiterin am Finanzamt Böblingen. Im April 1992 wechselte sie in die Steuerabteilung des Bundesministeriums der Finanzen; Referentin im Referat IV A 1 (Harmonisierung des Umsatzsteuerrechts in der EU); Teilnahme an Fortbildungen für internationale Aufgaben und Verhandlungsführung in französischer Sprache. Im April 1995 wurde sie zur Regierungsdirektorin ernannt; Wechsel zum Finanzgericht Berlin. Im Dezember 1996 wurde sie zur Richterin am Finanzgericht Berlin ernannt; Mitglied des 1. Senats; viele Jahre Angehörige des Präsidiums und Vorsitzende des Richterrats; Leiterin von Arbeitsgemeinschaften für Rechtsreferendare (Unternehmenssteuerrecht); Prüferin im 2. Staatsexamen (Unternehmenssteuerrecht); Gastdozentin an der Bundesfinanzakademie. 
Im Januar 2005 wurde sie zur Richterin am Bundesfinanzhof ernannt, wo sie verschiedenen Senaten angehörte. Die Amtszeit endete vorzeitig zum 4. Mai 2023, nachdem das Dienstgerichts des Bundes sie durch Urteil aus dem Richterdienstverhältnis entfernt hat, weil sie jahrelang bewusst keine Dienstgeschäfte besorgt hatte.  Ablehnungsgesuche gegen mehrere Richter, Anträge auf Tatbestandsberichtigung und Urteilsergänzung wurden vom Dienstgericht als unzulässig verworfen, Anhörungsrügen kostenpflichtig zurückgewiesen und der Antrag auf Aussetzung der Vollziehung für erledigt erklärt. Die Nichtigkeitsklage wurde kostenpflichtig als unzulässig verworfen. Eine Verfassungsbeschwerde soll eingelegt sein.
Nach der Promotion am 6. Mai 2014 zum Dr. iur. an der Universität Passau wurde sie am 28. November 2017 zur Honorarprofessorin in Passau ernannt.

## Schriften (Auswahl)
- Der Einfluss des unionsrechtlichen Beihilfenverbots auf das deutsche Steuerrecht. Dargestellt an den Beispielen der sogenannten Sanierungsklausel und der Steuervergünstigungen für gemeinnützige Unternehmen. Frankfurt am Main 2014, ISBN 3-631-65461-8.